# Под зубьями пилы (фильм)
«Под зубьями пилы» («Механическая пила») (дат. Under savklingens tænder, 1913) — датский художественный фильм, дебютный кинофильм известного датского кинорежиссёра Хольгер-Мадсена. Премьера фильма состоялась 16 мая 1913 года. Степень сохранности фильма неизвестна.

## Сюжет
Молодой человек, опасаясь скомпрометировать замужнюю даму, выскакивает из окна и падает на ствол дерева; в это время дерево пилят механической пилой. Несчастный теряет сознание и чуть не погибает, но его вовремя спасают. В стволе дерева он находит завещание, дающее ему несметное богатство.